# 맥니콜스 스포츠 아레나
맥니콜스 스포츠 아레나(영어: McNichols Sports Arena)은 미국 콜로라도주 덴버에 있는 실내 경기장이다. 과거 ABA/NBA 덴버 너기츠와 NHL 콜로라도 로키스, 콜로라도 애벌랜치 그리고 IHL 덴버 그리즐리스, WHA 덴버 스퍼스의 홈경기장으로 사용했다.
| ABA 올스타전 개최 경기장 |                               |                       |
| 1975년                   | 1976년 맥니콜스 스포츠 아레나 | 1977년                |
| 헤미스페어 아레나        | 1976년 맥니콜스 스포츠 아레나 | NBA와 합병으로 미개최 |
|                          |                               |                       |
|                          |                               |                       |

| NBA 올스타전 개최 경기장 |                               |           |
| 1983년                   | 1984년 맥니콜스 스포츠 아레나 | 1985년    |
| 더 포럼                  | 1984년 맥니콜스 스포츠 아레나 | 후지어 돔 |
|                          |                               |           |
|                          |                               |           |